# Derbi de Mánchester
El Derbi de Mánchester es el nombre dado a los partidos de fútbol entre el Manchester City y el Manchester United. A pesar de la fuerte rivalidad que existe en el derbi en la actualidad, ambos equipos solían ser llamados simplemente Manchester, sobre todo en la década de los 60s, cuando la simpatía de ambos clubes se extendía a lo largo de la ciudad. Además poseen un lazo único donde en varias situaciones la unidad y solidaridad han unido la ciudad. En el año 1889 ambos se juntaron para homenajear la muerte de 23 mineros junto al Ardick Football Club y al Newton Health, jugando un partido amistoso para recaudar fondos. Durante la Segunda Guerra Mundial el estadio Old Trafford fue bombardeado y parcialmente dañado, lo que llevó a que el United jugara en Maine Road mientras las obras de reconstrucción se llevaban a cabo. En 2008 los Light Blues (Celestes) y los Reds (Rojos) estuvieron juntos conmemorando el 50.º aniversario del desastre aéreo de Múnich.
Ambos tienen récord de público como locales en la historia del fútbol inglés (el City con 84.569 en 1934 y el United con 83.260 en 1948), extrañamente ambos en Maine Road. El derbi también es popular en el exterior, un ejemplo de esto fue la victoria del City por 2-1 en el partido de ida por la semifinal de la Carling Cup, cuando 8,3 millones de personas vieron el partido por televisión. Los simpatizantes del United reclaman los pocos títulos continentales del Manchester City, mientras que los fanáticos del City recuerdan a los "Diablos Rojos" el resultado de 1-6 a favor de los citizens, siendo esta la mayor goleada que el Manchester United sufrió en Old Trafford.
Con esto dicho, es importante decir que Mánchester es la única ciudad que tiene dos equipos que han ganado el triplete: Manchester United en 1999 y Manchester City en 2023. Asimismo, es una de las dos ciudades junto a Milán con dos campeones de Europa.

## Historia

### Un comienzo amistoso

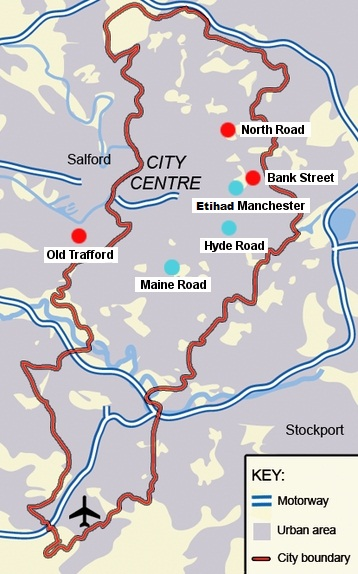
Mapa de Mánchester promocionando los actuales y antiguos campos de juego de ambos clubes.
City: Hyde Road (1887–1923), Maine Road (1923–2003), Ciudad de Mánchester (2003–present.
United: North Road (1878–1893), Bank Street (1893–1910), Old Trafford (1910–presente)

El primer encuentro entre estos dos equipos ocurrió el 12 de noviembre de 1881, cuando West Gorton (St. Marks; que luego se convirtió en Manchester City F.C.) recibió al Newton Heath (que luego se transformó en el Manchester United F.C.). El partido terminó 3-0 a favor del United, y fue descrito por el Ashton Reporter como un juego disfrutable. En esos tiempos, los clubes eran nada más dos de los muchos equipos en los suburbios de Mánchester, y el encuentro no tenía un mayor sentimiento. Ambos clubes crecieron en la década de 1880, apuntando a su primer encuentro en la década de 1890.
El primer encuentro por la Liga de Fútbol fue en la temporada 1894-95, cuando el Newton Heath venció al Manchester City por 5-2 en Hyde Road. Sin embargo, ya se habían enfrentado por la temporada 1891-92 de la Alianza de Fútbol, el 3 de octubre de 1891, cuando el Newton Heath terminó con un 5-1 a su favor contra el Ardwick frente a una convocatoria de 11.000 en North Road. El primer partido en la máxima categoría del fútbol inglés fue en diciembre de 1906, cuando el City venció por 3-0 en un partido por la Primera División. Por aquella época, los Citizens sufrían las secuelas del escándalo de soborno en el fútbol inglés de 1905, en donde el club fue declarado culpable de hacer pagos fuera de balance a los jugadores. Como resultado, diecisiete jugadores fueron suspendidos y se les prohibió volver a representar al club, incluido el núcleo del equipo que había ganado la FA Cup 1904. Cuando las suspensiones terminaron en enero de 1907, cuatro jugadores (Jimmy Bannister, Herbert Burgess, Billy Meredith y Sandy Turnbull) se unieron al United, donde lograron su primer título de liga en 1908. Ese movimiento no fue recibido con mala voluntad por ninguno de los dos lados; en realidad, fue visto como una señal de buena voluntad entre ambos equipos, tal era la naturaleza de las relaciones entre el club y la afición a principios del siglo XX. 
Antes de la Segunda Guerra Mundial, muchos aficionados del fútbol en Mánchester seguían al City una semana y al United a la siguiente, independientemente del equipo que jugara en casa. No había "lado rojo" o "lado azul" de Manchester como lo conocemos. Luego de la guerra, se desarrolló una mayor rivalidad y apoyar a ambos equipos se convirtió en una utopía.

### La iluminación
El primer derbi iluminado de Mánchester se jugó el 26 de febrero de 1889 en el Belle Vue Athletic Ground. Se colocaron luces eléctricas de Wells alrededor del suelo y una multitud de 10,000 personas vio a Newton Heath derrotar a Ardwick 3–2. El partido se jugó en ayuda del desastre de la mina de carbón Hyde.
El primer derbi competitivo iluminado fue por la Community Shield de 1956, donde el Manchester United era el campeón de liga y Manchester City campeón de la FA Cup. El juego fue una ruptura con la tradición, ya que los partidos de Community Shield generalmente se jugaban en los estadios de los campeones de la Liga, pero como el Old Trafford aún no había instalado luces, el encuentro se disputó en Maine Road.

### Década de 1970s

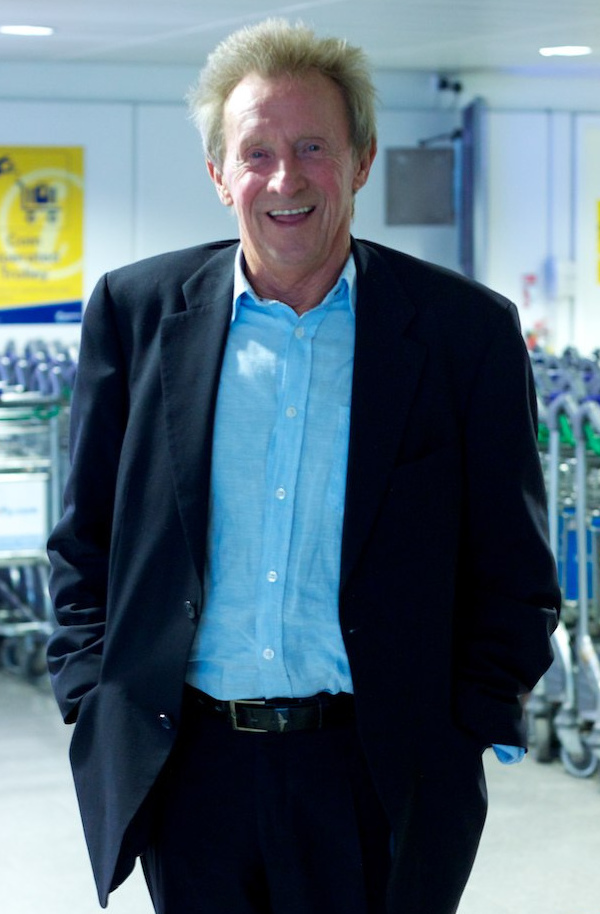
Denis Law anotó el gol ganador del Manchester City en Old Trafford cerca del final de la temporada 1973-74.

En la penúltima jornada de la temporada 1973/74, en el estadio Old Trafford, se jugaba un derbi muy especial, ya que si el Manchester United no le ganaba al City descendería a segunda categoría (además que tenían que esperar a que Norwich City venciera a Birmingham City). Después de 80 minutos sin goles, Francis Lee le pasó el balón a su compañero Denis Law (exjugador e ídolo de los diablos rojos) donde terminaría marcando el único tanto del partido. Así condenando el descenso de su ex equipo. Law inmediatamente pidió el cambio. Este fue el último partido de Law en la liga de fútbol, anunciando su retiro poco después. En los minutos finales del partido, los seguidores del United invadieron el campo y forzaron un abandono. Sin embargo, el resultado se mantuvo, además de que por los resultados de los otros partidos, el United aún habría sido relegado si el partido hubiera terminado en una victoria.
El Manchester United regresó a la Primera División un año después. El resto de la década trajo generalmente buenas actuaciones para ambas partes, ya que City ganó la Copa de la Liga en 1976 y fue finalista de la liga un año después, mientras que los diablos rojos alcanzarían tres finales de la FA Cup en cuatro temporadas, aunque solamente ganaría una.

### Década de 1980s
La década de 1980 comenzó con un empate 2-2 en Old Trafford el 27 de septiembre de 1980. Fue el comienzo de una temporada relativamente frustrante en la liga para el United, donde despidió a Dave Sexton como técnico, al final de la campaña, mientras que los ciudadanos despedían a Malcolm Allison poco después y mejorarían en la liga con su sucesor John Bond, llegando también a la final de la FA Cup.
Sin embargo, en la temporada 1982/83, el United acabaría tercero en la liga y saldría campeón de la FA Cup, clasificando a la Recopa de Europa. Mientras que el City acabaría relegado a la segunda división. El primer derbi de esa temporada se jugó en el Old Trafford el 23 de octubre de 1982, donde terminó en un empate 2–2, pero los diablos ganarían el partido de vuelta 2–1 el 5 de marzo de 1983 en Maine Road.
El Manchester City volvió a la Football League First Division en la temporada 1985/86. Recibió al United en Maine Road, el 14 de septiembre de 1985, donde los diablos rojos saldrían victoriosos por 3–0. Al final de esa temporada, el United acabaría cuarto. Aunque el City terminó 15.º, el 22 de marzo de 1986 en el Old Trafford, empatarían con los locales 2–2.
En la temporada 1986/87, los ciudadanos volverían a descender, mientras que el United acabaría 11.º. En esta temporada el Manchester United contrataría a Alex Ferguson como director técnico el 6 de noviembre de 1986. Alex Ferguson se enfrentó por primera vez a los celestes el 10 de enero de 1987 en la tercera ronda de la FA Cup, donde ganaron por 1-0. El choque por liga en Old Trafford, se produjo el 7 de marzo de 1987. Los diablos rojos ganarían 2-0 y acercarían al City a un eventual descenso.
Para la temporada 1988/89, el Manchester City conseguiría el ascenso a la Primera División y en la 1989/90, para el partido de derbi en Maine Road, el 23 de septiembre de 1989, Manchester City derrotaría a Manchester United 5–1, donde esta sería su última victoria sobre los diablos rojos en 13 años.

### Década de 1990
En la década de los 90s, el United terminó quedando invicto en derbis durante toda la década. Durante la temporada 1990/91, con los dos clubes de Mánchester compitiendo en la mitad superior de la tabla pero sin parecer verdaderos contendientes al título, el choque en el Maine Road, en octubre de 1990, ambas escuadras acabarían empatando 3–3, pero el partido de regreso en Old Trafford a principios de mayo vio al United ganar 1-0. El único tanto del juego vino del joven extremo de 17 años Ryan Giggs, que ya daba indicios de una carrera brillante. En la temporada 1991/92, los derbis no tuvieron a un ganador: un empate sin goles en Maine Road a mediados de noviembre y un empate 1–1 en Old Trafford a principios de abril.
Para la temporada 1992-93 se daría inicio a la Premier League, siendo ambos clubes de Mánchester miembros fundadores de la competición. El primer derbi en esta nueva competición fue una victoria por 2-1 para el United en Old Trafford el 6 de diciembre de 1992. En ese día hizo su debut el nuevo fichaje de los diablos rojos: Eric Cantona, quien continuaría marcando un total de ocho goles en derbis de Mánchester en las próximas cuatro temporadas. Cantona marcaría muchos goles en los siguientes derbis, pero no pudo marcar en el 5-0 en noviembre de 1994, aunque su compañero Andrei Kanchelskis se llevaría toda la atención marcando un hat-trick ese día. La temporada 1995-96 fue la última temporada del milenio que trajo un derbi de Mánchester, ya que el City fue relegado a segunda categoría —ahora llamada First Division— al final de la temporada. El primer derbi de la temporada llegó en Old Trafford a mediados de octubre con una victoria por 1-0 para el United en la que Paul Scholes, que todavía tenía solo 20 años, marcó el único gol del juego y solo una serie de excelentes salvadas del portero de los rojos, Peter Schmeichel evitó que el City obtuviera una victoria sorpresiva. Ambos equipos se volverían a ver el 18 de febrero de 1996 por la quinta ronda de la FA Cup, donde el United derrotaría 2-1 al City. El juego de regreso por liga fue a principios de abril, donde el United ganó 3-2 en Maine Road, con otro gol de Cantona, quien había anotado mediante un penal muy controvertido.
El Manchester City cayó al punto más bajo de su historia al descender a la tercera categoría del fútbol inglés en la temporada 1997-1998 —llamada, desde 1992, Second Division— siendo el segundo equipo con títulos europeos en descender a esta categoría, después de que en Alemania se concretara unos años antes el descenso de 1. FC Magdeburg. Tras el descenso, llegó un nuevo presidente, David Bernstein, que introdujo cambios importantes en el club, entre ellos una nueva política económica. Con la dirección técnica de Joe Royle, el Manchester City logró ascender en su primer intento tras vencer en los playoff al Gillingham. Mientras tanto el Manchester United, la temporada 1998-99 resultó ser la más exitosa en toda su trayectoria pues se convirtió en el primer equipo en ganar la Premier League —al derrotar al Tottenham Hotspur por 2-1—, la FA Cup —al vencer al Newcastle United 2-0, con goles de Teddy Sheringham y Scholes— y la Champions —el «triplete»— en la misma temporada. Cuando iban perdiendo 1-0 en el tiempo de descuento de la final de la Champions de 1999, Teddy Sheringham y Ole Gunnar Solskjær anotaron los últimos goles del encuentro para el triunfo sobre Bayern Múnich, en un partido que es considerado como una de las mejores remontadas de todos los tiempos. Además, el United ganó la Copa Intercontinental tras vencer a Palmeiras 1–0 en Tokio.

### El nuevo milenio
El Manchester United compitió en la primera Copa Mundial de Clubes de la FIFA celebrada en Brasil, donde quedó tercero en su grupo, y ganó la liga de nuevo en las temporadas 1999-2000 y 2000-01. El Manchester City, ya en segunda división, un segundo ascenso consecutivo vio al club ascender a la Premier League, pero esto resultó haber sido un paso demasiado apresurado para la estabilización del club, y en consecuencia, en 2001, el club volvió a descender a la segunda categoría. El primer derbi de la temporada fue en el estadio Maine Road, donde los visitantes se impusieron por un tanto. Ya en el partido en el Old Trafford, ambas partes empataron 1-1. En ese partido se produjo la culminación de una larga enemistad entre Roy Keane y Alf-Inge Håland, en la que Keane recibió una tarjeta roja por hacer una entrada con la rodilla a Håland. La disputa comenzó en 1998, cuando el capitán del United, Keane, sufrió una lesión del ligamento cruzado al recibir una falta sobre Håland (que entonces jugaba en el Leeds United, un equipo que también mantiene una rivalidad con el United). Mientras Keane estaba en el suelo, Håland le acusó de fingir una lesión. Esos fueron los motivos de la falta de Keane, quien luego declaró que no se arrepentía de haberlo hecho. Håland, debido a esa lesión acabaría retirándose al poco tiempo. Los diablos rojos ya eran campeones de la liga y los dos puntos perdidos del City los acercaron a un eventual descenso, lo que se confirmó en la penúltima jornada de la temporada. Era la primera vez en nueve años que el City no perdía en el Old Trafford. 

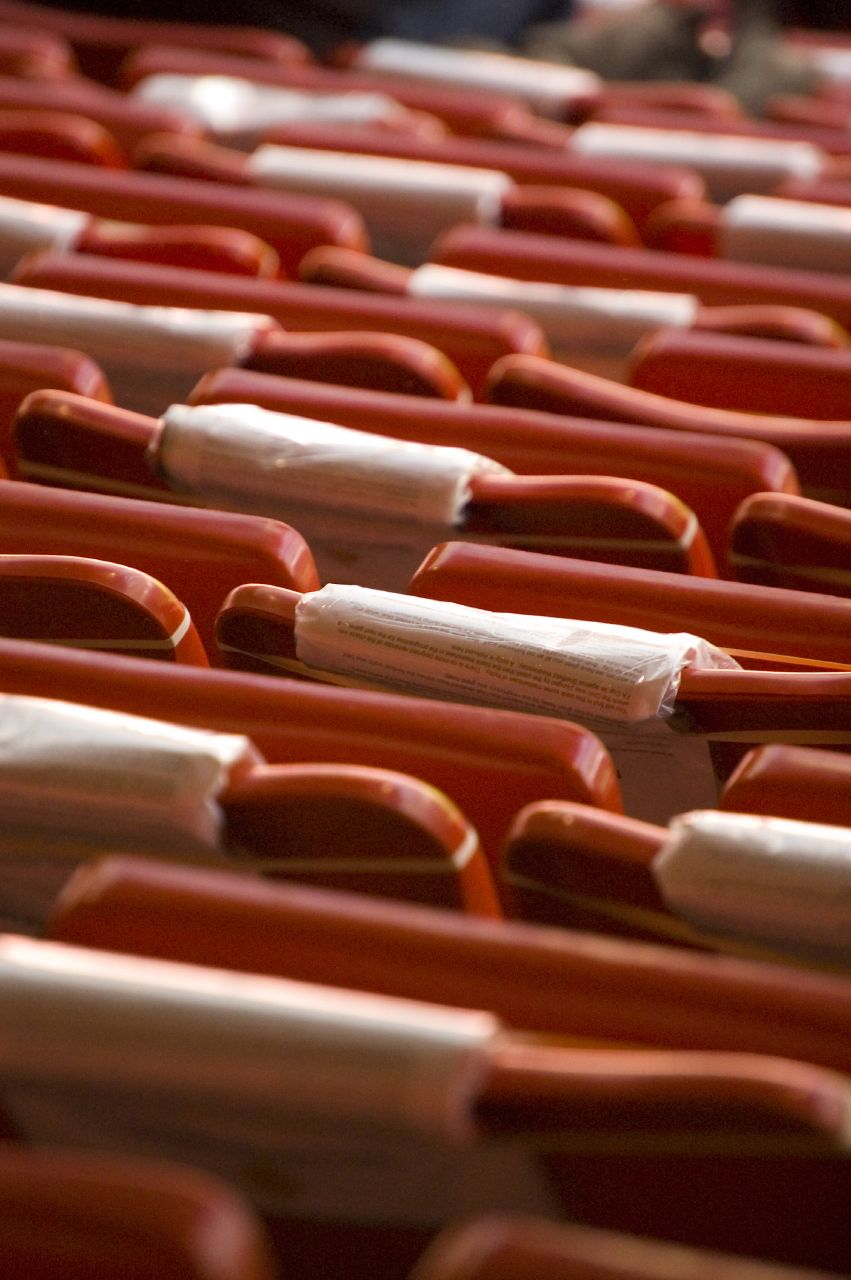
Bufandas conmemorativas repartidas con motivo por el 50.º aniversario del desastre aéreo de Múnich, que coincidió con el derbi de Mánchester en febrero de 2008. También se entregaron bufandas azules a los seguidores del Manchester City.

Para la siguiente temporada, el Manchester City contrata a Kevin Keegan como nuevo entrenador, y el equipo lograría ascender como campeón obteniendo 99 puntos logrando el ascenso inmediato. El 9 de noviembre de 2002, City, administrado por Kevin Keegan , ganó el último derbi en Maine Road por 3–1, con tantos de  Shaun Goater y Nicolas Anelka. Esta fue la primera victoria del City sobre el United desde la victoria por 5-1 en el 1989, terminando racha de 13 años para la mitad azul de Manchester. En ese partido, Gary Neville (jugador del United) le negó el saludo a su excompañero Peter Schmeichel, exjugador del United y en ese momento jugador del conjunto ciudadano.
Peter Schmeichel dejó el Manchester United en 1999, considerado el mejor portero en la historia del club, dejando un vació importante en la portería, tanto que Old Trafford no le olvidó hasta la llegada de Edwin Van der Sar en 2005. No obstante, en 2002, a los 39 años, tras custodiar las porterías de Sporting de Lisboa y Aston Villa, todavía tenía ganas de ponerse los guantes. El gran danés decidió regresar a Mánchester pero no para jugar en el United, sino para jugar en su rival ciudadano, el Manchester City. Para hombres como Gary Neville, el acto de Schmeichel fue una traición en toda regla, y así se lo hizo saber al negarle el saludo en el último derbi celebrado en Maine Road, estadio donde hacia de local el Manchester City. Años más tardes, Neville explico porque negó saludar a Schmeichel.

“Cuando miras hacia atrás y tienes 43, como yo, hay dos cosas al respecto. Uno, dejó el Manchester United a la edad de 35, y dijo que se estaba retirando, básicamente para ir al extranjero. Más tarde, cuando regresó a Inglaterra, jugó para el Manchester City. No puedes jugar para el Manchester City. Soy fanático del United y no puedo jugar para el Manchester City, no puedo jugar para el Leeds y no puedo jugar para el Liverpool. Eso está escrito en piedra. Simplemente no juegas en esos clubes, independientemente de lo que suceda”

Más tarde, el City empató en Old Trafford en la misma temporada 1–1, y Shaun Goater volvió a marcar el gol. Esta fue la primera temporada desde 1991–92 en que el City acabó invicto en ambos derbis en una temporada. Además el City clasificó para competiciones europeas después de 25 años a través del Ranking de Fair Play de la UEFA.
En la temporada 2003-04, ya en el Estadio Ciudad de Mánchester, los Cityzens ganarían el derbi por un marcador de 4–1, con goles de Robbie Fowler, Jon Macken, Trevor Sinclair y Shaun Wright-Phillips. En las siguientes temporadas, el Manchester United continuaría con su racha de campeonatos y el City tratando de no descender. Para la temporada 2007-08, ambos derbis fueron ganados por el Manchester City: el primero 1-0 en el Estadio Ciudad de Mánchester y el segundo por 2–1 en el Old Trafford. Era la primera vez desde abril de 1974 que el City ganó en el Old Trafford y la primera vez que habían ganado los dos derbis de liga desde la temporada 1969–70. El United impidió que el City ganara un tercer partido de derbi consecutivo en el primer derbi de la temporada 2008-09, donde Wayne Rooney marcó el único gol del partido. Cristiano Ronaldo fue expulsado en ese mismo partido. Ronaldo y Carlos Tévez anotaron luego en el partido de vuelta en Old Trafford para darle al United la victoria por 2-0.

### Década de 2010, nueva era
En las temporadas posteriores a la toma de posesión del City en el 2008, es notable como el dominio del United fue disminuyendo, haciendo que la ciudad pasara de pertenecerle de los Red Devils al conjunto de los Citizens
La controversia se generó antes del comienzo de la temporada 2009-10, cuando el City fichó a Carlos Tévez tras la finalización de su contrato con el United, y colocó un cartel con la leyenda "Bienvenido a Manchester" en la parte superior de Deansgate. La valla provocó que Alex Ferguson afirmara que el City era un "club pequeño con una mentalidad pequeña" y que posteriormente los llamó "vecinos ruidosos" durante la temporada.
En la temporada 2009-10 hubo algunos partidos tensos, incluyendo dos partidos de semifinales de la Copa de la Liga. Alex Ferguson proclamó el derbi de Mánchester 2009-10 en Old Trafford como "probablemente [...] el mejor derbi de todos los tiempos". El Manchester United ganó este partido por 4-3 después de que el Manchester City empatara tres veces, sólo que Michael Owen marcó el gol de la victoria a los 95 minutos. El partido fue votado como el mejor partido de la Premier League en los Premios de la Premier League temporada 20, en 2012.
Los equipos se enfrentaron en las semifinales de la Copa de la Liga, lo que significa dos partidos más. El lateral derecho del Manchester United, Gary Neville, se dirigió a los periódicos antes del choque para decirle al mundo cómo se sentía realmente con la transferencia de Tevez.
El City ganó el partido de ida por 2-1, donde Ryan Giggs marcaría el 1-0 y luego un doblete de Carlos Tévez para darlo vuelta. En lugar de celebrar de forma habitual, Tevez hizo un gesto de boca hablando con las manos hacia Neville, que estaba calentando en la línea lateral. Después del partido, Tevez haría varias declaraciones contestando a Neville y Ferguson. 

«No hubo nada malicioso en absoluto. No estaba tratando de incitar a nadie, pero tenía derecho a decirle a Neville que debería haber sido más respetuoso. Para el segundo gol, corrí hacia la línea de banda y ahuequé mis orejas y miré hacia la parte del suelo donde estaban sentados los directores del United, y también a Ferguson en el banquillo, porque quería que supieran que esta era mi respuesta a ellos diciendo No valía la pena el dinero.».

El United ganaría el partido de vuelta, con goles de Paul Scholes, Michael Carrick y Rooney en el tiempo de descuento. Tévez había descontado en el para el 2-1 parcial. El 17 de abril de 2010, el United venció al City por 1-0 gracias a un gol de Scholes en el minuto 90, pero la victoria no sirvió de mucho ya que no fue suficiente para que el United le rebatara al Chelsea el título de la Premier League, superando al United por un punto.

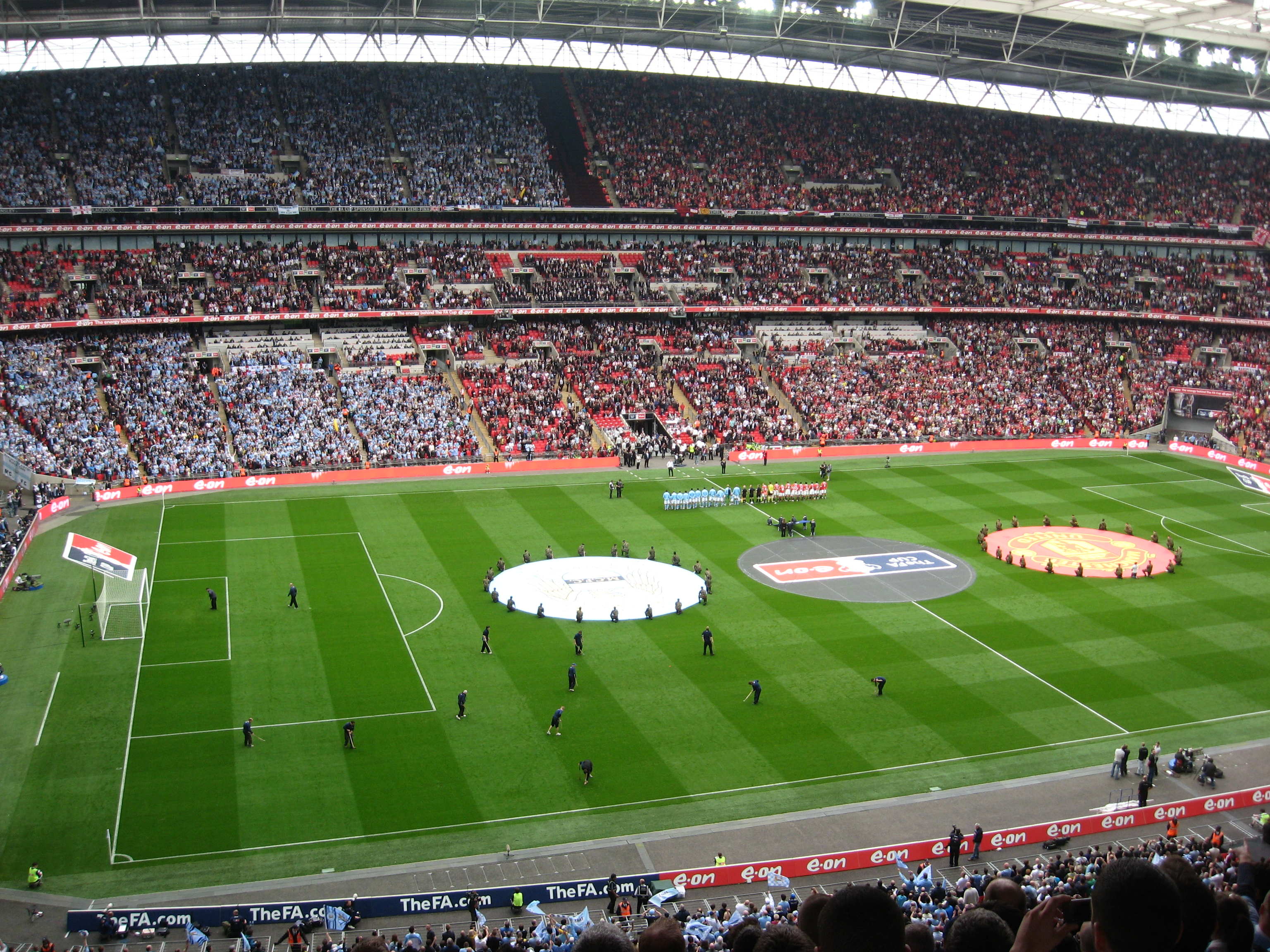
Wembley antes del Derbi de Mánchester en la semifinal de la FA Cup 2010-11.

En la temporada 2010-11 se celebraron tres derbis de Mánchester, con una victoria para el United, un empate y una victoria para el City. La victoria del United fue en el Old Trafford, donde Wayne Rooney definió el juego a través de una espectacular chilena, este partido le permitió al United buenas sensaciones para el resto de la temporada y obtener su decimonoveno título de liga. La victoria del City llegó en la semifinal de la FA Cup, dejando al United fuera de camino a su novena final de la FA Cup, y su primer trofeo desde 1976. Por consiguiente, la Community Shield que comenzó la temporada 2011-12 se vio un derbi de Mánchester, ya que el United ganó la liga en la misma temporada que el City ganó la FA Cup. Manchester United ganó la Community Shield 3-2 en Wembley, remontando dos goles de desventaja en el tiempo de descuento.
El 23 de octubre de 2011, el Manchester City venció al United por 6-1 en Old Trafford, dándole a este último su primera derrota de la temporada. Jonny Evans fue expulsado en el minuto 47 tras cometer una falta sobre Mario Balotelli, con el marcador en 1-0 para el City. El 6-1 fue la mayor derrota sufrida por el Manchester United contra el City en Old Trafford desde la derrota por 5-0 en 1955. También era la primera vez desde 1926 que el City marcaba seis goles en Old Trafford, cuando el marcador de ese día también terminó en 6-1.
United y City se enfrentaron por tercera vez en la temporada en la tercera ronda de la FA Cup, resultando en una victoria de 3-2 para el United. El marcador se abrió en el minuto 10, cuando Wayne Rooney cabeceó limpiamente y superó al portero Costel Pantilimon, antes de que Vincent Kompany recibiera una tarjeta roja en el minuto 12. El United iba 3-0 arriba en el medio tiempo, y aguanto con éxito contra el City en la segunda mitad en la que anotó dos veces. El juego fue notable por el resurgimiento de Paul Scholes, que salió de su retiro y reemplazó a Nani en el minuto 59.
El 30 de abril de 2012, el City venció al United por 1-0 en el Estadio Ciudad de Mánchester, con un gol de cabeza de Vincent Kompany justo antes del pitido final. También hubo una pelea entre el técnico del City, Roberto Mancini y Alex Ferguson, donde Ferguson afirmó que Mancini arengaba al cuarto árbitro, Mike Jones, durante todo el partido, mientras que Mancini se rio del incidente, afirmando sarcásticamente que Ferguson nunca habla ni arengaba al árbitro, una ofensa de la que Ferguson ha sido declarado culpable en numerosas ocasiones, la más reciente en 2011, por la que recibió una suspensión de cinco partidos. En consecuencia, la victoria puso al City en la cima de la liga por diferencia de goles, después de estar 8 puntos por debajo en la liga en marzo. Sólo se necesitaron dos victorias contra el Newcastle United y el Queens Park Rangers para que el City ganara la liga, lo que posteriormente logró. El City ganó finalmente los últimos seis partidos de liga para asegurarse el título de liga por diferencia de goles - la primera vez que se utilizó como desempate para decidir el campeonato desde 1988-89, y repitiendo la temporada de liga 1967-68, donde el City se impuso al United por el título después de que ambos equipos llegaran a sus últimos partidos empatados en puntos.
El primer derbi de Mánchester de la temporada 2012-13 lo ganó el Manchester United en los últimos minutos del partido. El United se adelantó con dos goles tempranos de Wayne Rooney, antes de que el City remontara e igualara el partido con goles de Yaya Touré y el empate de Pablo Zabaleta en el minuto 86. Robin van Persie marcó un gol de tiro libre que se desvió en Samir Nasri en el minuto 92, para sellar una agónica victoria y los tres puntos en la liga. La victoria del Manchester United puso fin a la racha de 37 partidos invictos del Manchester City. Durante las celebraciones posteriores al gol de Robin van Persie, Rio Ferdinand fue golpeado por una moneda lanzada por un aficionado, lo que le causó una lesión cerca del ojo izquierdo. Otro aficionado invadió el terreno de juego e intentó enfrentarse a Ferdinand, pero fue retenido por Joe Hart. El City ganó el segundo derbi de la temporada en Old Trafford, la primera vez que ganaba dos derbis como visitante de forma consecutiva desde la década de 1970. Cabe resaltar que al final de esa temporada, el United acabaría siendo campeón de liga, a 11 puntos de su escolta el City. Esa fue la última temporada de Alex Ferguson como entrenador y la última temporada (hasta el momento) donde el United estaría por encima del City en la tabla de posiciones.
En la temporada 2013-14, el primer encuentro entre ambos se lo llevaría el City por un marcador de 4-1 en el estadio Ciudad de Mánchester, el 22 de septiembre de 2013. Sergio Agüero abriría el marcador en el minuto 16, seguido de un gol de Yaya Touré justo antes del descanso. En la segunda parte, Agüero marcó su segundo gol, seguido de un tanto de Samir Nasri tres minutos después. Wayne Rooney marcó un gol de tiro libre en los últimos minutos para el United como gol de consolación. Era la primera vez en 26 años que el Derbi lo disputaban dos nuevos entrenadores: Manuel Pellegrini para el Manchester City y David Moyes para el Manchester United. El 25 de marzo de 2014, el Manchester City hizo el doblete ante el United con una tercera victoria consecutiva en Old Trafford y ganó la Premier League por segunda vez en tres temporadas. Durante la temporada 2014-15, el City derrotó al United por 1-0 como local en noviembre de 2014, pero el United ganó su siguiente encuentro en Old Trafford en abril de 2015 con un resultado final de 4-2, un partido donde el portero del City, Joe Hart declaró que fue "uno de mis peores días con la camiseta del Man City".
El primer derbi de la campaña 2015-16, disputado en Old Trafford, se saldó con un empate a cero. Era la primera vez que el derbi terminaba sin goles desde 2010. El United se impuso en el segundo derbi de la temporada, disputado en el estadio Ciudad de Mánchester, después de que Marcus Rashford marcara el único gol del partido en el minuto 16.
Ambos clubes tuvieron cambios de entrenadores antes del inicio de la campaña 2016-17, con José Mourinho al frente del Manchester United y Pep Guardiola al frente del Manchester City. El City se llevó el primer derbi al ganar por 2-1 en Old Trafford el 10 de septiembre por liga. Luego el United ganaría la eliminatoria por la Copa de la Liga por 1-0 en Old Trafford el 26 de octubre y acabaría la temporada en un empate sin goles en el estadio Ciudad de Mánchester, el 27 de abril en donde Marouane Fellaini fue expulsado por dar un cabezazo a Sergio Agüero.
En la temporada 2017-18, el City ganó 2-1 en Old Trafford por segundo año consecutivo el 10 de diciembre, y tuvo la oportunidad de ganar la liga con la victoria sobre el United como local el 7 de abril. Iban ganando 2-0 al descanso, pero dos goles de Paul Pogba y uno de Chris Smalling hicieron que el City tuviera que esperar para asegurar el título; sin embargo, la victoria del City contra el Tottenham Hotspur el fin de semana siguiente, combinada con una derrota del United contra el West Bromwich Albion al día siguiente, hizo que el City ganara el título a falta de cinco partidos. En este torneo el City estableció el récord de 100 puntos, siendo el primer equipo en lograr dicha marca en la historia de la liga inglesa. Además, Manchester City marcó el récord del mejor registro goleador en una sola temporada de la liga de Inglaterra con 106 goles, superando el récord de 102 goles que ellos mismos y el Liverpool consiguieron en la campaña 2013-14 como campeón y subcampeón respectivamente.
El City hizo el doble ante el United la temporada siguiente, ganando 3-1 en el Ciudad de Mánchester -su primera victoria en el derbi como local desde 2014- y 2-0 en Old Trafford -su tercera victoria consecutiva en el derbi como visitante-.

### Actualidad
En la campaña 2019-20, el United venció a domicilio; los goles de Marcus Rashford y Anthony Martial aseguraron su primera victoria en el primer derbi de la temporada por primera vez desde la temporada 2012-13. Los primeros derbis de la década de 2020 se produjeron en una eliminatoria por semifinales de la EFL Cup 2019-20. La victoria del City por 3-1 en el partido de ida en Old Trafford fue suficiente para enviarles a su tercera final consecutiva de la EFL Cup, ya que el United solo fue capaz de ganar por 1-0 en el partido de vuelta en el estadio Ciudad de Mánchester; el City pasó a ganar su séptima EFL Cup, la tercera consecutiva y la quinta desde 2014.
El primer derbi liguero de esta década llegó exactamente una semana después del triunfo del City en la EFL Cup. Jugando en Old Trafford, los goles de Anthony Martial y Scott McTominay completaron el primer doblete liguero del United sobre el City desde 2009-10.
La temporada siguiente, los dos clubes se enfrentaron una vez más en la semifinal de la EFL Cup 2020-21, siendo esta eliminatoria la cuarta vez que los clubes se enfrentaban en esta fase de la competición y la tercera en once años, tras las eliminatorias a doble partido de 2009-10 y 2019-20. Al igual que 12 meses antes, el City salió victorioso, esta vez a partido único, ganando 2-0 en Old Trafford gracias a los goles de John Stones y Fernandinho para alcanzar su novena final de la EFL Cup, la cuarta consecutiva y la sexta en las ocho temporadas anteriores. Cincuenta y dos semanas después de aquella victoria del United en casa, que fue el último partido que pudieron ver los espectadores antes de las restricciones provocadas por la pandemia de COVID-19 en el Reino Unido, ambos se volvieron a encontrar. Al igual que en el partido de 364 días antes, el United se impuso por 2-0; los goles de Bruno Fernandes y Luke Shaw le valieron la segunda victoria consecutiva en el estadio del City.

## Estadísticas
Ha habido 196 encuentros competitivos entre los equipos. El United ha ganado 80 y el City 61, el resto (55 partidos) terminaron en empates.
Las dos victorias más abultadas fueron dos 6-1 a favor del City, uno el 23 de enero de 1926 y el otro el 23 de octubre de 2011. Cabe destacar la curiosidad de que ambos resultados fueron conseguidos en condición de visitante. Ambos equipos han ganado 5-0 en una ocasión (el City en 1955 y el United en 1994). El derbi con más público tuvo lugar el 16 de abril de 2011 en el Estadio de Wembley, por la semifinal de la FA Cup, partido al cual asistieron 86 549 personas.

Manchester United y Manchester City en la Premier League

| Competición      | Part. | Ganados Manchester United | Empates | Ganados Manchester City | Goles Manchester United | Goles Manchester City |
| ---------------- | ----- | ------------------------- | ------- | ----------------------- | ----------------------- | --------------------- |
| Liga             | 172   | 67                        | 53      | 52                      | 241                     | 241                   |
| FA Cup           | 11    | 7                         | 0       | 4                       | 21                      | 15                    |
| Copa de la Liga  | 10    | 4                         | 1       | 5                       | 11                      | 16                    |
| Community Shield | 3     | 2                         | 1       | 0                       | 5                       | 3                     |
| Total            | 196   | 80                        | 55      | 61                      | 278                     | 275                   |

### Máximos goleadores[26]
No cuenta el partido abandonado por la temporada 1960–61.
En negrita jugadores activos.
| #  | Jugador         | Equipo                  | Liga | Liga | FA Cup | FA Cup | Copa de la Liga | Copa de la Liga | Supercopa | Supercopa | Copa de Europa | Copa de Europa | Total | Total | Total |
| #  | Jugador         | Equipo                  | P.J. | G.   | P.J.   | G.     | P.J.            | G.              | P.J.      | G.        | P.J.           | G.             | P.J.  | G.    | G/P   |
| -- | --------------- | ----------------------- | ---- | ---- | ------ | ------ | --------------- | --------------- | --------- | --------- | -------------- | -------------- | ----- | ----- | ----- |
| 1  | Wayne Rooney    | Manchester United F. C. | 21   | 8    | 1      | 2      | 2               | 1               | 1         | —         | —              | —              | 25    | 11    | 0.44  |
| 2  | Francis Lee     | Manchester City F. C.   | 12   | 9    | 1      | —      | 2               | 1               | —         | —         | —              | —              | 15    | 10    | 0.67  |
| =  | Joe Hayes       | Manchester City F. C.   | 15   | 9    | 1      | 1      | —               | —               | 1         | —         | —              | —              | 17    | 10    | 0.59  |
| 4  | Sergio Agüero   | Manchester City F. C.   | 13   | 8    | 1      | 1      | 2               | —               | —         | —         | —              | —              | 16    | 9     | 0.56  |
| =  | Bobby Charlton  | Manchester United F. C. | 24   | 7    | 1      | —      | 2               | 2               | —         | —         | —              | —              | 27    | 9     | 0.33  |
| 6  | Éric Cantona    | Manchester United F. C. | 6    | 7    | 1      | 1      | —               | —               | —         | —         | —              | —              | 7     | 8     | 1.14  |
| =  | Joe Spence      | Manchester United F. C. | 13   | 8    | 1      | —      | Inexistente     | Inexistente     | —         | —         | Inexistente    | Inexistente    | 14    | 8     | 0.57  |
| =  | Brian Kidd      | Ambos clubes            | 17   | 6    | 1      | 2      | 1               | —               | —         | —         | —              | —              | 19    | 8     | 0.42  |
| =  | Colin Bell      | Manchester City F. C.   | 17   | 7    | 1      | —      | 3               | 1               | —         | —         | —              | —              | 21    | 8     | 0.38  |
| 10 | Dennis Viollet  | Manchester United F. C. | 13   | 6    | 1      | —      | —               | —               | 1         | 1         | —              | —              | 15    | 7     | 0.47  |
| =  | Paul Scholes    | Manchester United F. C. | 21   | 5    | 3      | 1      | 2               | 1               | —         | —         | —              | —              | 26    | 7     | 0.27  |
| 12 | Erling Haaland  | Manchester City F. C.   | 5    | 6    | 2      | —      | —               | —               | 1         | —         | —              | —              | 8     | 6     | 0.75  |
| =  | Phil Foden      | Manchester City F. C.   | 11   | 6    | 2      | —      | 2               | —               | —         | —         | —              | —              | 15    | 6     | 0.4   |
| =  | Marcus Rashford | Manchester United F. C. | 16   | 5    | 2      | —      | 3               | 1               | 1         | —         | —              | —              | 22    | 6     | 0.27  |

| \| # \| Fecha \| Estadio \| Jugador \| Equipo \| Goles \| Resultado \| Competición \| Nota(s) \| \| - \| ---------- \| -------------------- \| ------------------ \| ----------------- \| ----- \| --------- \| ----------------------- \| ------- \| \| 1 \| 3-11-1894 \| Hyde Road \| Dick Smith \| Manchester United \| \| 2 - 5 \| Second Division 1984-95 \| \| \| 2 \| 22-10-1921 \| Hyde Road \| Horace Barnes \| Manchester City \| \| 4 - 1 \| First Division 1921-22 \| \| \| 3 \| 29-10-1921 \| Old Trafford \| Joe Spence \| Manchester United \| \| 3 - 1 \| First Division 1921-22 \| \| \| 4 \| 21-12-1960 \| Old Trafford \| Alex Dawson \| Manchester United \| \| 5 - 1 \| First Division 1960-61 \| \| \| 5 \| 12-12-1970 \| Old Trafford \| Francis Lee \| Manchester City \| \| 1 - 4 \| First Division 1970-71 \| \| \| 6 \| 10-11-1994 \| Old Trafford \| Andréi Kanchelskis \| Manchester United \| \| 5 - 0 \| Premier League 1994-95 \| \| \| 7 \| 2-10-2022 \| Ciudad de Mánchester \| Erling Haaland \| Manchester City \| \| 6 - 3 \| Premier League 2022-23 \| \| \| 8 \| 2-10-2022 \| Ciudad de Mánchester \| Phil Foden \| Manchester City \| \| 6 - 3 \| Premier League 2022-23 \| \| |            |                      |                    |                   |       |           |                         |         |
| # | Fecha      | Estadio              | Jugador            | Equipo            | Goles | Resultado | Competición             | Nota(s) |
| 1 | 3-11-1894  | Hyde Road            | Dick Smith         | Manchester United |       | 2 - 5     | Second Division 1984-95 |         |
| 2 | 22-10-1921 | Hyde Road            | Horace Barnes      | Manchester City   |       | 4 - 1     | First Division 1921-22  |         |
| 3 | 29-10-1921 | Old Trafford         | Joe Spence         | Manchester United |       | 3 - 1     | First Division 1921-22  |         |
| 4 | 21-12-1960 | Old Trafford         | Alex Dawson        | Manchester United |       | 5 - 1     | First Division 1960-61  |         |
| 5 | 12-12-1970 | Old Trafford         | Francis Lee        | Manchester City   |       | 1 - 4     | First Division 1970-71  |         |
| 6 | 10-11-1994 | Old Trafford         | Andréi Kanchelskis | Manchester United |       | 5 - 0     | Premier League 1994-95  |         |
| 7 | 2-10-2022  | Ciudad de Mánchester | Erling Haaland     | Manchester City   |       | 6 - 3     | Premier League 2022-23  |         |
| 8 | 2-10-2022  | Ciudad de Mánchester | Phil Foden         | Manchester City   |       | 6 - 3     | Premier League 2022-23  |         |

### Jugadores con mayor cantidad de encuentros disputados
A continuación se listan los jugadores que más veces han jugado el derbi a lo largo de la historia de estos encuentros. En caso de empate indicado en primer lugar el jugador que antes alcanzase la cifra.
| # | Jugador         | Equipo                  | Liga | FA Cup | Copa de la Liga | Supercopa | Copa de Europa | Total |
| - | --------------- | ----------------------- | ---- | ------ | --------------- | --------- | -------------- | ----- |
| 1 | Ryan Giggs      | Manchester United F. C. | 32   | 3      | 2               | —         | —              | 37    |
| 2 | David de Gea    | Manchester United F. C. | 23   | 1      | 3               | 1         | —              | 28    |
| 3 | Bobby Charlton  | Manchester United F. C. | 24   | 1      | 2               | —         | —              | 27    |
| 4 | Joe Corrigan    | Manchester City F. C.   | 23   | —      | 3               | —         | —              | 26    |
| = | Paul Scholes    | Manchester United F. C. | 21   | 3      | 2               | —         | —              | 26    |
| 6 | Alan Oakes      | Manchester City F. C.   | 20   | 1      | 4               | —         | —              | 25    |
| = | Wayne Rooney    | Manchester United F. C. | 21   | 1      | 2               | 1         | —              | 25    |
| 8 | Mike Doyle      | Manchester City F. C.   | 19   | 1      | 4               | —         | —              | 24    |
| = | Alex Stepney    | Manchester United F. C. | 20   | 1      | 3               | —         | —              | 24    |
| = | Rio Ferdinand   | Manchester United F. C. | 20   | 2      | 1               | 1         | —              | 24    |
| = | Vincent Kompany | Manchester City F. C.   | 18   | 2      | 3               | 1         | —              | 24    |

### Partidos que decidieron un título
A 2024, ambos clubes se han enfrentado para decidir un título únicamente 5 veces; con tres victorias para los red devils y dos para los citizens. A continuación se listan las finales entre ambos al presente.
Nombres de equipos en la época. Indicados partidos de finales definitorios de un título.
| Temporada        | Campeón                         | Resultado        | Subcampeón                      | Sede Final             |
| Community Shield | Community Shield                | Community Shield | Community Shield                |                        |
| ---------------- | ------------------------------- | ---------------- | ------------------------------- | ---------------------- |
| 1956             | Manchester United Football Club | 2 - 0            | Manchester City Football Club   | Maine Road, Mánchester |
| 2011             | Manchester United Football Club | 3 - 2            | Manchester City Football Club   | Wembley, Londres       |
| 2024             | Manchester City Football Club   | 1 - 1 (7-6 pen.) | Manchester United Football Club | Wembley, Londres       |
| FA Cup           |                                 |                  |                                 |                        |
| 2022-23          | Manchester City Football Club   | 2 - 1            | Manchester United Football Club | Wembley, Londres       |
| 2023-24          | Manchester United Football Club | 2 - 1            | Manchester City Football Club   | Wembley, Londres       |

### Historial y evolución del derbi por década
Para las siguientes estadísticas solo se tienen en cuenta los partidos oficiales entre ambos equipos.
| Década    | Victorias del Manchester United | Empates | Victorias del Manchester City | Diferencia en el historial | Década ganada por |
| --------- | ------------------------------- | ------- | ----------------------------- | -------------------------- | ----------------- |
| 1890-1899 | 6                               | 3       | 2                             | +4 (6–2)                   | Manchester United |
| 1900-1909 | 4                               | 3       | 1                             | +7 (10–3)                  | Manchester United |
| 1910-1919 | 4                               | 6       | 2                             | +9 (14–5)                  | Manchester United |
| 1920-1929 | 1                               | 3       | 6                             | +4 (15–11)                 | Manchester City   |
| 1930-1939 | 2                               | 0       | 3                             | +3 (17–14)                 | Manchester City   |
| 1940-1949 | 2                               | 4       | 0                             | +5 (19–14)                 | Manchester United |
| 1950-1959 | 7                               | 5       | 7                             | +5 (26–21)                 |                   |
| 1960-1969 | 6                               | 5       | 5                             | +6 (32–26)                 | Manchester United |
| 1970-1979 | 8                               | 5       | 8                             | +6 (40–34)                 |                   |
| 1980-1989 | 5                               | 6       | 2                             | +9 (45–36)                 | Manchester United |
| 1990-1999 | 9                               | 5       | 0                             | +18 (54–36)                | Manchester United |
| 2000-2009 | 9                               | 4       | 5                             | +22 (63–41)                | Manchester United |
| 2010-2019 | 11                              | 3       | 12                            | +21 (74–53)                | Manchester City   |
| 2020-2029 | 6                               | 3       | 8                             | +19 (80–61)                | en curso          |

Datos actualizados al último partido jugado el 6 de abril de 2025.

## Comparativa

### Datos generales
| Asunto                                                                 | Manchester City Football Club | Manchester United Football Club           |
| ---------------------------------------------------------------------- | ----------------------------- | ----------------------------------------- |
| Nombre del club en su fundación                                        | St. Mark's (West Gorton)      | Newton Heath LYR Football Club            |
| Año de fundación del club                                              | 1880                          | 1878                                      |
| Capacidad del estadio                                                  | 53,400 espectadores           | 74,310 espectadores                       |
| Número de temporadas en Primera División                               | 95 (30 ausencias)             | 99 (26 ausencias)                         |
| Número de veces campeón de Liga                                        | 10                            | 20                                        |
| Número de veces subcampeón de Liga                                     | 6                             | 17                                        |
| Número de veces 3º en Liga                                             | 6                             | 8                                         |
| Peor puesto en Primera División                                        | 21.°                          | 22.°                                      |
| Mayor número de goles en una temporada de Liga                         | 106 (2017-18)                 | 103 (1956-57)                             |
| Máximo de puntos alcanzados en una temporada de Liga                   | 100 (2017-18)                 | 92 (1993-94)                              |
| Descensos de categoría                                                 | 11                            | 5                                         |
| Ubicación en la tabla histórica de Primera División                    | 6.°                           | 4.°                                       |
| Mayor goleada a favor en Primera División                              | 10-0 (a Darwen, en 1899)      | 10–1 (a Wolverhampton Wanderers, en 1892) |
| Mayor goleada en contra en Primera División                            | 2-10                          | 0–7                                       |
| Número de participaciones en competiciones internacionales             | 27                            | 59                                        |
| Finales jugadas                                                        | 5                             | 16                                        |
| Finales ganadas                                                        | 4                             | 8                                         |
| Finales jugadas de FA Cup                                              | 14                            | 22                                        |
| Finales ganadas de FA Cup                                              | 7                             | 13                                        |
| Finales jugadas de Copa de la Liga                                     | 9                             | 10                                        |
| Finales ganadas de Copa de la Liga                                     | 8                             | 6                                         |
| Finales jugadas de Community Shield                                    | 16                            | 31                                        |
| Finales ganadas de Community Shield                                    | 7                             | 21                                        |
| Finales jugadas de competiciones domésticas                            | 39                            | 63                                        |
| Finales ganadas de competiciones domésticas                            | 22                            | 40                                        |
| Ubicación en la tabla histórica de la Liga de Campeones de la UEFA     | 21.º                          | 4.°                                       |
| Número de veces que ha conseguido el doblete (Liga y Copa)             | 3                             | 3                                         |
| Número de veces que ha conseguido el doblete (Liga y Champions)        | 0                             | 1                                         |
| Número de veces que ha conseguido el triplete (Liga, Copa y Champions) | 1                             | 1                                         |

Datos actualizados: 25 de mayo de 2025.

## Derbis amistosos
A lo largo de la historia se ha disputado un gran número de Derbies amistosos. La mayoría de estos partidos han ocurrido durante la Segunda Guerra Mundial, cuando un total de 44 partidos fueron jugados. En las últimas décadas, los partidos amistosos entre estos equipos han sido, generalmente, honorarios. Algunos por ejemplo hacia Paul Lake y Denis Irwin. En 1978, un partido en homenaje a Colin Bell, jugadores tanto del City como del United se juntaron para jugar contra un combinado de Liverpool y Everton.
Partidos de las escuadras que no sean del primer equipo representando a ambas instituciones también llevan cierta rivalidad, como cuando los equipos de reserva se enfrentan se habla de "mini-derbies".

## Todos los resultados

### Liga
| Fecha                    | Estadio              | Resultado | Competición      |
| ------------------------ | -------------------- | --------- | ---------------- |
| 3 de noviembre de 1894   | Hyde Road            | 2–5       | Segunda División |
| 7 de diciembre de 1895   | Hyde Road            | 2–1       | Segunda División |
| 3 de octubre de 1896     | Hyde Road            | 0–0       | Segunda División |
| 25 de diciembre de 1897  | Hyde Road            | 0–1       | Segunda División |
| 26 de diciembre de 1898  | Hyde Road            | 4–0       | Segunda División |
| 10 de abril de 1903      | Hyde Road            | 0–2       | Segunda División |
| 1 de diciembre de 1906   | Hyde Road            | 3–0       | Primera División |
| 18 de abril de 1908      | Hyde Road            | 0–0       | Primera División |
| 19 de septiembre de 1908 | Hyde Road            | 1–2       | Primera División |
| 21 de enero de 1911      | Hyde Road            | 1–1       | Primera División |
| 2 de septiembre de 1911  | Hyde Road            | 0–0       | Primera División |
| 28 de diciembre de 1912  | Hyde Road            | 0–2       | Primera División |
| 6 de diciembre de 1913   | Hyde Road            | 0–2       | Primera División |
| 2 de enero de 1915       | Hyde Road            | 1–1       | Primera División |
| 11 de octubre de 1919    | Hyde Road            | 3–3       | Primera División |
| 27 de noviembre de 1920  | Hyde Road            | 3–0       | Primera División |
| 22 de octubre de 1921    | Hyde Road            | 4–1       | Primera División |
| 12 de septiembre de 1925 | Maine Road           | 1–1       | Primera División |
| 12 de septiembre de 1928 | Maine Road           | 2–2       | Primera División |
| 8 de febrero de 1930     | Maine Road           | 0–1       | Primera División |
| 4 de octubre de 1930     | Maine Road           | 4–1       | Primera División |
| 9 de enero de 1937       | Maine Road           | 1–0       | Primera División |
| 20 de septiembre de 1947 | Maine Road           | 0–0       | Primera División |
| 11 de septiembre de 1948 | Maine Road           | 0–0       | Primera División |
| 31 de diciembre de 1949  | Maine Road           | 1–2       | Primera División |
| 15 de septiembre de 1951 | Maine Road           | 1–2       | Primera División |
| 30 de agosto de 1952     | Maine Road           | 2–1       | Primera División |
| 5 de septiembre de 1953  | Maine Road           | 2–0       | Primera División |
| 25 de septiembre de 1954 | Maine Road           | 3–2       | Primera División |
| 3 de septiembre de 1955  | Maine Road           | 1–0       | Primera División |
| 2 de febrero de 1957     | Maine Road           | 2–4       | Primera División |
| 28 de diciembre de 1957  | Maine Road           | 2–2       | Primera División |
| 27 de septiembre de 1958 | Maine Road           | 1–1       | Primera División |
| 19 de septiembre de 1959 | Maine Road           | 3–0       | Primera División |
| 4 de marzo de 1961       | Maine Road           | 1–3       | Primera División |
| 10 de febrero de 1962    | Maine Road           | 0–2       | Primera División |
| 15 de mayo de 1963       | Maine Road           | 1–1       | Primera División |
| 21 de enero de 1967      | Maine Road           | 1–1       | Primera División |
| 30 de septiembre de 1967 | Maine Road           | 1–2       | Primera División |
| 17 de agosto de 1968     | Maine Road           | 0–0       | Primera División |
| 15 de noviembre de 1969  | Maine Road           | 4–0       | Primera División |
| 5 de mayo de 1971        | Maine Road           | 3–4       | Primera División |
| 6 de noviembre de 1971   | Maine Road           | 3–3       | Primera División |
| 18 de noviembre de 1972  | Maine Road           | 3–0       | Primera División |
| 13 de marzo de 1974      | Maine Road           | 0–0       | Primera División |
| 27 de septiembre de 1975 | Maine Road           | 2–2       | Primera División |
| 25 de septiembre de 1976 | Maine Road           | 1–3       | Primera División |
| 10 de septiembre de 1977 | Maine Road           | 3–1       | Primera División |
| 10 de febrero de 1979    | Maine Road           | 0–3       | Primera División |
| 10 de noviembre de 1979  | Maine Road           | 2–0       | Primera División |
| 21 de febrero de 1981    | Maine Road           | 1–0       | Primera División |
| 10 de octubre de 1981    | Maine Road           | 0–0       | Primera División |
| 5 de marzo de 1983       | Maine Road           | 1–2       | Primera División |
| 14 de septiembre de 1985 | Maine Road           | 0–3       | Primera División |
| 26 de octubre de 1986    | Maine Road           | 1–1       | Primera División |
| 23 de septiembre de 1989 | Maine Road           | 5–1       | Primera División |
| 27 de octubre de 1990    | Maine Road           | 3–3       | Primera División |
| 16 de noviembre de 1991  | Maine Road           | 0–0       | Primera División |
| 20 de marzo de 1993      | Maine Road           | 1–1       | Premier League   |
| 7 de noviembre de 1993   | Maine Road           | 2–3       | Premier League   |
| 11 de febrero de 1995    | Maine Road           | 0–3       | Premier League   |
| 6 de abril de 1996       | Maine Road           | 2–3       | Premier League   |
| 18 de noviembre de 2000  | Maine Road           | 0–1       | Premier League   |
| 9 de noviembre de 2002   | Maine Road           | 3–1       | Premier League   |
| 14 de marzo de 2004      | Ciudad de Mánchester | 4–1       | Premier League   |
| 13 de febrero de 2005    | Ciudad de Mánchester | 0–2       | Premier League   |
| 13 de enero de 2006      | Ciudad de Mánchester | 3–1       | Premier League   |
| 5 de mayo de 2007        | Ciudad de Mánchester | 0–1       | Premier League   |
| 19 de agosto de 2007     | Ciudad de Mánchester | 1–0       | Premier League   |
| 30 de noviembre de 2008  | Ciudad de Mánchester | 0–1       | Premier League   |
| 17 de abril de 2010      | Ciudad de Mánchester | 0–1       | Premier League   |
| 10 de noviembre de 2010  | Ciudad de Mánchester | 0–0       | Premier League   |
| 30 de abril de 2012      | Etihad Stadium       | 1–0       | Premier League   |
| 9 de diciembre de 2012   | Etihad Stadium       | 2–3       | Premier League   |
| 22 de septiembre de 2013 | Etihad Stadium       | 4–1       | Premier League   |
| 2 de noviembre de 2014   | Etihad Stadium       | 1–0       | Premier League   |
| 20 de marzo de 2016      | Etihad Stadium       | 0–1       | Premier League   |
| 27 de abril de 2017      | Etihad Stadium       | 0–0       | Premier League   |
| 7 de abril de 2018       | Etihad Stadium       | 2–3       | Premier League   |
| 11 de noviembre de 2018  | Etihad Stadium       | 3–1       | Premier League   |
| 7 de diciembre de 2019   | Etihad Stadium       | 1–2       | Premier League   |
| 7 de marzo de 2021       | Etihad Stadium       | 0–2       | Premier League   |
| 6 de marzo de 2022       | Etihad Stadium       | 4–1       | Premier League   |
| 2 de octubre de 2022     | Etihad Stadium       | 6–3       | Premier League   |
| 3 de marzo de 2024       | Etihad Stadium       | 3–1       | Premier League   |
| 15 de diciembre de 2024  | Etihad Stadium       | 1–2       | Premier League   |

| Ganó City | Empates | Ganó United |
| --------- | ------- | ----------- |
| 29        | 25      | 32          |

| Fecha                    | Estadio      | Resultado | Competición      |
| ------------------------ | ------------ | --------- | ---------------- |
| 1 de enero de 1895       | Bank Street  | 4–1       | Segunda División |
| 5 de octubre de 1895     | Bank Street  | 1–1       | Segunda División |
| 25 de diciembre de 1896  | Bank Street  | 2–1       | Segunda División |
| 16 de octubre de 1897    | Bank Street  | 1–1       | Segunda División |
| 10 de septiembre de 1898 | Bank Street  | 3–0       | Segunda División |
| 25 de diciembre de 1902  | Bank Street  | 1–1       | Segunda División |
| 6 de abril de 1907       | Bank Street  | 1–1       | Primera División |
| 21 de diciembre de 1907  | Bank Street  | 3–1       | Primera División |
| 23 de enero de 1909      | Bank Street  | 3–1       | Primera División |
| 17 de septiembre de 1910 | Old Trafford | 2–1       | Primera División |
| 30 de diciembre de 1911  | Old Trafford | 0–0       | Primera División |
| 7 de septiembre de 1912  | Old Trafford | 0–1       | Primera División |
| 11 de abril de 1914      | Old Trafford | 0–1       | Primera División |
| 5 de septiembre de 1914  | Old Trafford | 0–0       | Primera División |
| 18 de octubre de 1919    | Old Trafford | 1–0       | Primera División |
| 20 de noviembre de 1920  | Old Trafford | 1–1       | Primera División |
| 29 de octubre de 1921    | Old Trafford | 3–1       | Primera División |
| 23 de enero de 1926      | Old Trafford | 1–6       | Primera División |
| 23 de enero de 1929      | Old Trafford | 1–2       | Primera División |
| 5 de octubre de 1929     | Old Trafford | 1–3       | Primera División |
| 7 de febrero de 1931     | Old Trafford | 1–3       | Primera División |
| 12 de septiembre de 1936 | Old Trafford | 3–2       | Primera División |
| 7 de abril de 1948       | Maine Road   | 1–1       | Primera División |
| 22 de enero de 1949      | Maine Road   | 0–0       | Primera División |
| 3 de septiembre de 1949  | Old Trafford | 2–1       | Primera División |
| 19 de enero de 1952      | Old Trafford | 1–1       | Primera División |
| 3 de enero de 1953       | Old Trafford | 1–1       | Primera División |
| 16 de enero de 1954      | Old Trafford | 1–1       | Primera División |
| 12 de febrero de 1955    | Old Trafford | 0–5       | Primera División |
| 31 de diciembre de 1955  | Old Trafford | 2–1       | Primera División |
| 22 de septiembre de 1956 | Old Trafford | 2–0       | Primera División |
| 31 de agosto de 1957     | Old Trafford | 4–1       | Primera División |
| 14 de febrero de 1959    | Old Trafford | 4–1       | Primera División |
| 6 de febrero de 1960     | Old Trafford | 0–0       | Primera División |
| 31 de diciembre de 1960  | Old Trafford | 5–1       | Primera División |
| 23 de septiembre de 1961 | Old Trafford | 3–2       | Primera División |
| 15 de septiembre de 1962 | Old Trafford | 2–3       | Primera División |
| 17 de septiembre de 1966 | Old Trafford | 1–0       | Primera División |
| 27 de marzo de 1968      | Old Trafford | 1–3       | Primera División |
| 8 de marzo de 1969       | Old Trafford | 0–1       | Primera División |
| 28 de marzo de 1970      | Old Trafford | 1–2       | Primera División |
| 12 de diciembre de 1970  | Old Trafford | 1–4       | Primera División |
| 12 de abril de 1972      | Old Trafford | 1–3       | Primera División |
| 21 de abril de 1973      | Old Trafford | 0–0       | Primera División |
| 27 de abril de 1974      | Old Trafford | 0–1       | Primera División |
| 4 de mayo de 1976        | Old Trafford | 2–0       | Primera División |
| 5 de marzo de 1977       | Old Trafford | 3–1       | Primera División |
| 15 de marzo de 1978      | Old Trafford | 2–2       | Primera División |
| 30 de septiembre de 1978 | Old Trafford | 1–0       | Primera División |
| 22 de marzo de 1980      | Old Trafford | 1–0       | Primera División |
| 27 de septiembre de 1980 | Old Trafford | 2–2       | Primera División |
| 27 de febrero de 1982    | Old Trafford | 1–1       | Primera División |
| 23 de octubre de 1982    | Old Trafford | 2–2       | Primera División |
| 22 de marzo de 1986      | Old Trafford | 2–2       | Primera División |
| 7 de marzo de 1987       | Old Trafford | 2–0       | Primera División |
| 3 de febrero de 1990     | Old Trafford | 1–1       | Primera División |
| 4 de mayo de 1991        | Old Trafford | 1–0       | Primera División |
| 7 de abril de 1992       | Old Trafford | 1–1       | Primera División |
| 6 de diciembre de 1992   | Old Trafford | 2–1       | Premier League   |
| 23 de abril de 1994      | Old Trafford | 2–0       | Premier League   |
| 10 de noviembre de 1994  | Old Trafford | 5–0       | Premier League   |
| 14 de octubre de 1995    | Old Trafford | 1–0       | Premier League   |
| 21 de abril de 2001      | Old Trafford | 1–1       | Premier League   |
| 9 de febrero de 2003     | Old Trafford | 1–1       | Premier League   |
| 13 de diciembre de 2003  | Old Trafford | 3–1       | Premier League   |
| 7 de noviembre de 2004   | Old Trafford | 0–0       | Premier League   |
| 10 de septiembre de 2005 | Old Trafford | 1–1       | Premier League   |
| 9 de diciembre de 2006   | Old Trafford | 3–1       | Premier League   |
| 10 de febrero de 2008    | Old Trafford | 1–2       | Premier League   |
| 10 de mayo de 2009       | Old Trafford | 2–0       | Premier League   |
| 20 de septiembre de 2009 | Old Trafford | 4–3       | Premier League   |
| 12 de febrero de 2011    | Old Trafford | 2–1       | Premier League   |
| 23 de octubre de 2011    | Old Trafford | 1–6       | Premier League   |
| 8 de abril de 2013       | Old Trafford | 1–2       | Premier League   |
| 26 de marzo de 2014      | Old Trafford | 0–3       | Premier League   |
| 12 de abril de 2015      | Old Trafford | 4–2       | Premier League   |
| 25 de octubre de 2015    | Old Trafford | 0–0       | Premier League   |
| 10 de septiembre de 2016 | Old Trafford | 1–2       | Premier League   |
| 10 de diciembre de 2017  | Old Trafford | 1–2       | Premier League   |
| 24 de abril de 2019      | Old Trafford | 0–2       | Premier League   |
| 8 de marzo de 2020       | Old Trafford | 2–0       | Premier League   |
| 12 de diciembre de 2020  | Old Trafford | 0–0       | Premier League   |
| 6 de noviembre de 2021   | Old Trafford | 0–2       | Premier League   |
| 14 de enero de 2023      | Old Trafford | 2–1       | Premier League   |
| 29 de octubre de 2023    | Old Trafford | 0–3       | Premier League   |
| 6 de abril de 2025       | Old Trafford | 0–0       | Premier League   |

| Ganó United | Empates | Ganó City |
| ----------- | ------- | --------- |
| 35          | 28      | 23        |